# Marian Abramski
Marian Abramski (* 15. Januar 1905 in Łaś, Kongresspolen; † 3. Juli 1942 bei Briedel) war ein polnisches Opfer des Nationalsozialismus.

## Leben und Tod
Bis zum deutschen Überfall auf Polen lebte er in der Woiwodschaft Masowien, war verheiratet und hatte einen Sohn. 1941 gelangte Marian Abramski als Zwangsarbeiter an einen Bauernhof in Briedel an der Mosel. Im November 1941 wurde er von der alleinstehenden Bäuerin bei der Gestapo angezeigt, weil er angeblich wiederholt versucht habe, sie zu vergewaltigen. Daraufhin wurde er am 22. November 1941 wegen des „Verdachts versuchter Notzucht, Arbeitsverweigerung und anderer Vergehen“ festgenommen. Am 15. April 1942 entschied das Reichssicherheitshauptamt, dass Abramski getötet werden solle, was wie damals üblich mit dem euphemistischen Begriff „Sonderbehandlung“ bezeichnet wurde. Die Hinrichtung fand am 3. Juli 1942 um 11 Uhr unweit von Briedel durch Hängen an einem fahrbaren Galgen statt. Als Henker wurden zwei polnische Strafgefangene herangezogen, die von Gestapobeamten beaufsichtigt wurden. Die Leiche Abramskis brachte man an das Anatomische Institut der Universität Bonn.

Die Hinrichtung führte bei der lokalen Bevölkerung zu beträchtlichem Unmut, sodass die Gestapo Koblenz vier Tage danach sogar einen „Stimmungsbericht“ beim Landrat des Landkreises Zell anforderte, der am 19. Juli vorgelegt wurde und im Landeshauptarchiv Koblenz erhalten ist. Darin heißt es u. a.:  
„Die allgemeine Erregung der Bevölkerung hauptsächlich in Briedel war sehr groß. (…) Die gesamte Stimmung richtet sich gegen die Frau, verschiedentlich wurde geäußert, man hätte die Frau ebenfalls aufhängen sollen. Andere stellen die Anzeige als einen Racheakt der Frau dar, da sie erst ungefähr ein halbes Jahr nach dem Versuch des Polen angezeigt habe, nachdem er wegen der Zurückweisung ihrer sexuellen Wünsche in der Arbeitsleistung nachlässig geworden sein soll.“
Das Schicksal Abramskis wurde vom Förderverein Mahnmal für die Opfer des Nationalsozialismus in Koblenz im Rahmen der Ausstellung Erinnerung bewahren – Sklaven- und Zwangsarbeiter des Dritten Reiches aus Polen 1939–1945 dokumentiert.